# Carlos Fermín Fitzcarrald
Carlos Fermín Fitzcarrald López (San Luis, Áncash, Perú, 6 de julio de 1862-Alto Urubamba, 9 de julio de 1897) fue un comerciante cauchero y explorador peruano. Descubridor del istmo que lleva su  nombre en la selva sur del Perú, y fundador de la ciudad de Puerto Maldonado.
Según diversos historiadores, el descubrimiento del istmo de Fitzcarrald se trató del hallazgo geográfico más importante del Perú durante el siglo XIX. Desde 1988, por decreto supremo, su provincia natal, anteriormente denominada San Luis, en el departamento de Ancash, lleva su nombre en su honor.

## Primeros años
Fue hijo del estadounidense de origen irlandés Williams Fitzgerald, marino mercante retirado quien castellanizó su nombre a Guillermo Fitzcarrald cuando se asentó en Perú. Su madre fue la dama sanluisina Esmeralda López Fernández, miembro de una antigua familia hacendada de la zona de Conchucos. Isaías Fermín, como fue bautizado el 6 de julio de 1862, fue el mayor de 7 hermanos. Vivió sus primeros años en el pueblo ancashino de San Luis y a los 7 años ingresó al colegio nacional La Libertad de Huaraz, posteriormente estudió en el Liceo Peruano de Lima siguiendo los planes de su padre, quien deseaba su preparación como marino.
Durante sus vacaciones, emprendió viajes a Huánuco ayudando a su padre con la venta de mercadería en el curso alto de los grandes ríos; en 1878, al regresar a San Luis de uno de sus viajes de negocios, fue apuñalado en el estómago por Benigno Izaguirre, un bandolero de la zona, saliendo con vida del incidente. La temprana muerte de su padre a los 45 años, truncó sus estudios en Lima, por lo que enrumbó hacia el oriente peruano con el fin de probar fortuna. Tomó los mapas con los ríos peruanos de su padre y viajó hasta Huánuco.
Durante su estadía en Huánuco, estalló la Guerra del Pacífico y Fitzcarrald se enlistó al ejército con 17 años. Poco después, fue acusado de espía por carecer de documentos y tener mapas de los ríos orientales. Sometido a consejo de guerra fue condenado a muerte, sin embargo, afortunadamente el párroco que le daría la extrema unción conocía a su familia en San Luis y prestó juramento garantizando la conducta del joven quien poco después viajó a Loreto, donde se ocultó por casi diez años cambiando su nombre a Carlos y alegando que era argentino.

## Descubrimientos de caucho
El descubrimiento de grandes bosques de árboles de caucho (hevea) en los territorios del actual departamento de Madre de Dios, en el Perú, especialmente en los ríos Manú, Tahuamanu, Las Piedras y Los Amigos, puso a esta zona en la mira de los caucheros. Los viajes de exploración se sucedieron, entre ellos los del coronel EP Faustino Maldonado, quien murió ahogado en 1861; y el viaje del ingeniero alemán Herman Göhring, que nos dejó un interesante informe-diario de viaje, acompañando al prefecto del Cusco, Baltasar de la Torre, también muerto trágicamente en 1873, en el curso de una expedición por el río Madre de Dios.
El acceso a la región, sin embargo, resultaba difícil, y más aún transportar los productos a los mercados europeos. El camino hacia el Cusco o Arequipa era excesivamente largo y aún no se había descubierto la ruta por el río Madre de Dios hasta el Madeira y el río Negro, para llegar al puerto fluvial de Manaus y de allí al océano Atlántico a través del río Amazonas.
La base de los caucheros peruanos se encontraba en Iquitos, por lo que era de suma importancia establecer una ruta practicable que comunicara los departamentos de Loreto y Madre de Dios. Una parte de este trayecto se podía efectuar por río, entrando por el Ucayali hasta sus nacientes en la unión del río Tambo y el río Urubamba. Desde ahí, sin embargo, la ruta se tornaba más problemática, pues no se conocía la forma de pasar, desde algún afluente del Urubamba, a algunos del Purús o del Madre de Dios, y la carretera era entonces inviable.
En estas circunstancias, Carlos Fermín Fitzcarrald emprendió la búsqueda del varadero que sirviese de comunicación entre esas dos cuencas. Su propósito era unir ese vasto y rico sector de la selva, en peligro por las excursiones de caucheros bolivianos y brasileros —que incluso tuvieron el proyecto de crear una República del Acre—, con la parte norte, ya recorrida intensamente por comerciantes y pobladores peruanos.

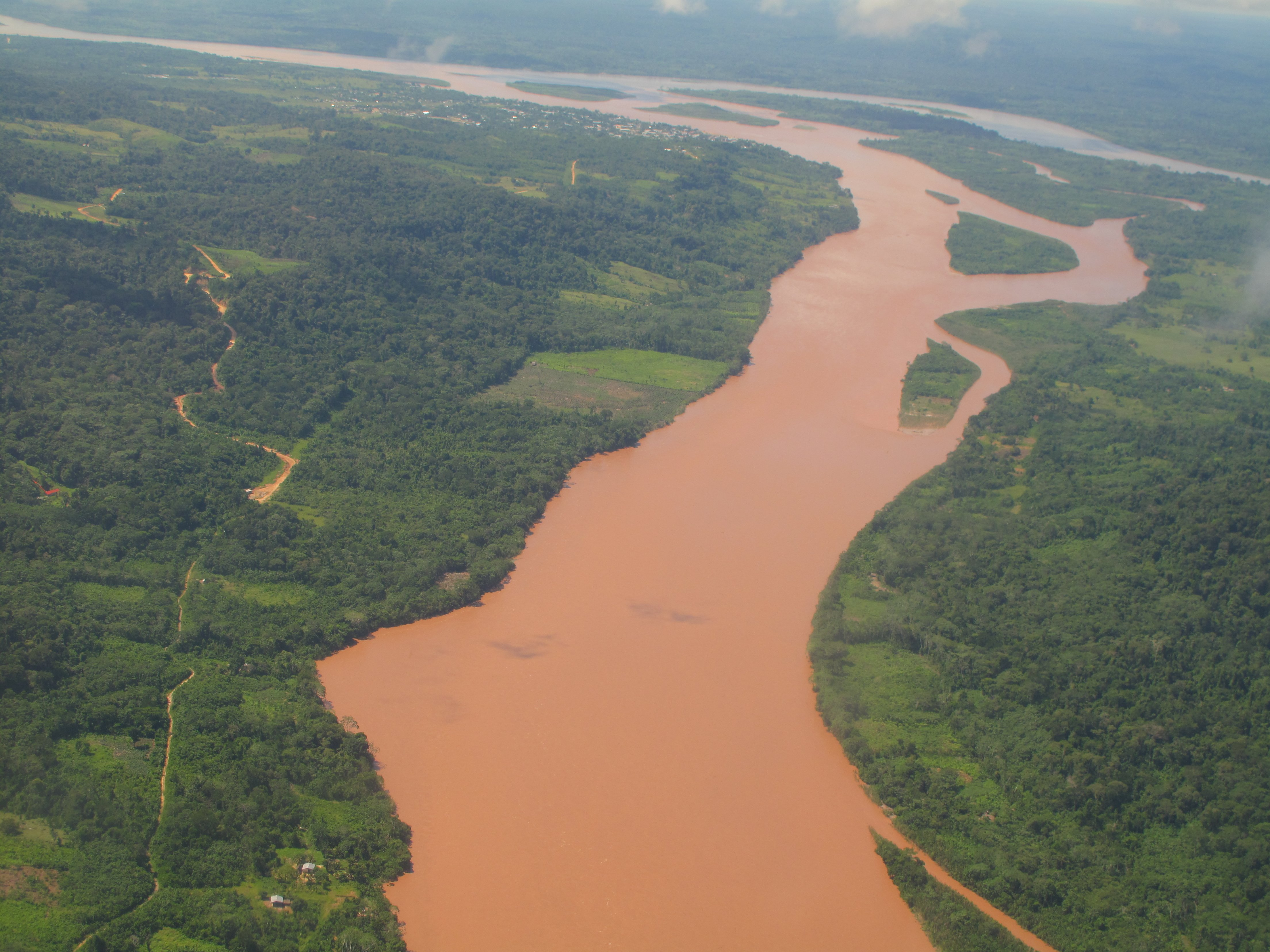
La confluencia del Tambo (delante) y el Urubamba (derecha, al fondo) cerca de Puerto Atalaya, formando el Ucayali

El varadero es el camino terrestre que comunica dos ríos que se desplazan paralelamente. El varadero se establece, por supuesto, buscando el tramo más corto entre los cursos de agua. Si el varadero es corto, el hombre de la selva transporta su canoa a lo largo de él, o, si no, efectúa solo el trasbordo de su carga. Su importancia se vio relevada durante la llamada época del caucho, pues durante ella los varaderos fueron intensamente utilizados.
Fitzcarrald se lanzó a buscar el ansiado istmo en 1891. Además del interés por conectarse con Iquitos, tenía el de establecer mejores relaciones comerciales con empresarios brasileros y quizá sacar por ese territorio, sin tener que pasar por los controles de Iquitos, el caucho que extraía del Ucayali y el que podría extraer del Madre de Dios. En cualquier caso, lo cierto es que Fitzcarrald movilizó a centenares de nativos para localizar el varadero, del que tenía vagas noticias transmitidas por nativos piros y campas. A propósito de estos últimos, al parecer, Fitzcarrald, durante los más de diez años en los que se perdió en la selva, residió entre ellos y obtuvo gran predicamento.
La búsqueda de Fitzcarrald estaba signada por la desmesura y lo repentino. Repentina y desmesurada fue su riqueza, y la casa que mandó edificar en 1892, en la confluencia del Ucayali y el Mishagua también tenía esas características. La mansión, destinada a ser su centro de operaciones, tenía tres pisos y 25 habitaciones y fue construida de madera de cedro. Jardineros chinos se encargaban del huerto. Poseía un almacén en el que podía encontrarse una gran diversidad de mercancías y junto a ella se fueron agrupando otras casas de caucheros hasta crear un pequeño poblado.
Desde Mishagua, Fitzcarrald partió hacia el Urubamba. En agosto de 1893, encabezando una flotilla de canoas tripuladas por cientos de nativos, entró al río Camisea y en cierto punto tramontó una pequeña elevación y llegó a otro río. Mandó construir una balsa y llegó hasta el Manu, que creyó identificar como un afluente del Purús, si bien en realidad lo era del Madre de Dios. A su regreso, tomó otra ruta más corta y recorrió el varadero conocido hoy como istmo de Fitzcarrald, los aproximadamente once kilómetros que separan el Serjali, afluente del Mishagua, del Caspajali afluente del Manu.
El proyecto de Fitzcarrald era construir una carretera y, finalmente, un ferrocarril para unir las cuencas del Purús y el Ucayali. Habiendo dejado gente para consolidar la trocha, viajó a Iquitos a comunicar su descubrimiento y buscar ayuda para concretar su proyecto. Al no encontrarla, adquirió la lancha a vapor Contamana, a la que planeaba desarmar para hacerla pasar por el istmo y luego volverla a armar en el Manu. La partida de la expedición desde la capital loretana se produjo en abril de 1894.
La Contamana llegó al Mishagua y en junio de ese mismo año emprendió el viaje hacia el istmo. La partida tuvo ribetes de solemnidad, pues Fitzcarrald dio un discurso desde los balcones de su casa, en el que parece ser que pronunció las palabras que consigna Ernesto Reyna en su libro Carlos F. Fitzcarrald. El rey del caucho (1942):

"Nos hemos reunido hombres de Europa, Asia y América bajo la bandera de la nación peruana, no para emprender una aventura más, sino para ofrecer a la humanidad el presente de tierras ubérrimas, donde puedan encontrar un nuevo hogar los desheredados del mundo.

Ciudadanos del Centro, del Norte y del Sur del Perú: me acompañáis en la exploración más grande que se ha hecho en las montañas de nuestra Patria en los últimos tiempos; os aseguro que el éxito coronará nuestros esfuerzos y que agregaremos nuevas glorias a nuestra bandera.

Pueblos de los campas y tribus de los cocamas, capanaguas, mayorumas, remos, cashibos, piros y huitotos: os llevo, como un padre bueno y justiciero, a daros el premio de los montes divinales, que se extiende por donde sale el Sol, donde abundante caza os espera; allí os daré pólvora y balas para que vuestras escopetas abatan a las bestias.

Para que llegue el triunfo pronto y seguro necesitamos trabajar sin descanso. ¡Manos a la obra!".'
Discurso de Carlos Fermín Fitzcarrald, con ocasión de la partida de la "Contamana" desde Mishagua, en junio de 1894

Después de varios días de navegación, la Contamana y la flotilla de canoas llegaron a Serjali y surcaron sus aguas coloradas. Al llegar al varadero, la lancha fue desmantelada y empezaron los preparativos para transportar su casco a través de más de diez kilómetros de selva. Esta épica travesía, en la que participaron más de mil piros y campas y hasta cien caucheros blancos, demoró más de dos meses y en su transcurso se tuvo que superar una cresta de casi quinientos metros de altura. El gran casco fue halado por medio de grandes cuerdas que lo hicieron deslizarse sobre troncos de cetico, los que a su vez se colocaron sobre anchas tablas de cedro.
El cruce del varadero no se hizo sin problemas con los pobladores nativos. Como se dijo, Fitzcarrald gozaba de gran predicamento entre los campas y piros, no así entre otros grupos étnicos de la zona, como los maschos y huarayos, los cuales intentaron oponerse a su presencia enviándole embajadas de advertencia. El cauchero ordenó entonces algunas "correrías", es decir, expediciones de represalia o exterminio, contra estos nativos, a consecuencia de las cuales murió un número indeterminado de maschos.
Al finalizar el cruce, la Contamana fue rearmada y reemprendió el viaje, ahora por el Caspajali. Treinta kilómetros adelante, los expedicionarios salieron al Manu, río que recorrerían a lo largo de otros 218 kilómetros hasta desembocar en el Madre de Dios. Por este último avanzarían 300 kilómetros más antes de darse cuenta de que no estaban en el Purús ni el Acre, sino en el gran río que los incas habían denominado Amarumayo.
En la desembocadura del Tambopata, encontraron una inscripción hecha por el desgraciado explorador Faustino Maldonado, quien había sucumbido en el Madera en 1861. Fitzcarrald hizo grabar en un gran árbol el nombre de Maldonado, como homenaje al pionero, y continuó el viaje. El 4 de septiembre de 1894, la Contamana arribó al primer puerto de caucheros blancos, el del boliviano Suárez, consiguiendo de ese modo establecer contacto con un posible socio comercial.
Y en efecto, Nicolás Suárez, habiendo comprobado que la ruta empleada por Fitzcarrald no solo permitía traer a la zona mercaderías a un costo que no llegaba a la mitad del que entonces asumían por la ruta del Beni, sino que aquella podía servir para sacar la goma también a precios menores, se asoció al cauchero peruano y aportó dinero para mejorar el istmo. También se embarcaron los socios en un proyecto de navegación por la ruta recién descubierta, a consecuencia del cual entraron al Madre de Dios las naves Shiringa y Esperanza y se incrementó el tránsito por el Ucayali con barcos como el Bermúdez y la Unión, de 180 y 60 toneladas, respectivamente.
Fitzcarrald vendió la Contamana a sus socios brasileros y envió un cargamento de caucho a través del istmo. Después siguió por el Madera, atravesando sus peligrosos rápidos, llegó a Manaus y de ahí se dirigió por el Amazonas a Iquitos. Su periplo causó sensación en todo el Perú, pues inmediatamente se hizo evidente la importancia económica que entrañaba.
En mérito a los esfuerzos que había desplegado, Fitzcarrald obtuvo del Ministerio de Guerra la exclusividad de la navegación por el Alto Ucayali. el Urubamba, el Manu y el Madre de Dios, privilegio que le fue concedido en noviembre de 1896.
El famoso cauchero hizo todavía algunos viajes más a su varadero. En el último de ellos, partió de Iquitos el 1 de mayo de 1897. Además de mercadería para comerciar, el vapor Adolfito llevaba los rieles con los que se empezaría el tendido del ferrocarril del istmo. El 9 de julio la nave se dispuso a atravesar uno de los rápidos del Alto Urubamba, en el pasaje conocido como Shepa. Estaban a punto de lograrlo, pero en la maniobra se rompió la cadena del timón y la corriente estrelló el barco contra las rocas. En medio de la confusión, Carlos Fermín Fitzcarrald vio que su socio boliviano Vaca Díez estaba ahogándose y acudió en su auxilio, pero las aguas lo envolvieron. Así murió, a la temprana edad de 35 años.

### Istmo de Fitzcarrald
El istmo de Fitzcarrald tiene una extensión de once kilómetros y medio y se inicia en la margen derecha del río Serjalí, afluente de la margen izquierda del Mishagua, a 332 metros sobre el nivel del mar, y concluye en el Caspajali, afluente del Alto Manu a 352 metros sobre el nivel del mar. Llega a una altura máxima de 469 metros sobre el nivel del mar. Aunque después del auge del caucho quedó en desuso, pues la región perdió el dinamismo comercial que le inyectaron hombres como Fitzcarrald, su importancia puede medirse por los proyectos modernos para reactivarlo. Estos consideran no solo una interconexión terrestre, sino incluso una fluvial, lo que representa un problema adicional, habida cuenta de la diferencia de nivel entre los dos ríos. No obstante, de realizarse esta interconexión permitiría integrar Madre de Dios al resto de la Amazonia y conectar Pucallpa con la zona del río Madre de Dios, además de relacionar la región amazónica boliviana con su similar peruana.

## Reputación
La obra de este cauchero de leyenda ha sido discutida por varios biógrafos, sobre las repercusiones negativas que tuvo entre la población nativa de la selva. Sin los ribetes de escándalo y las acusaciones que rodean la actuación de Julio César Arana del Águila en el Putumayo, la aventura de Fitzcarrald en busca de riqueza, y al margen de los sentimientos patrióticos y particulares ideales de civilización que él pudo albergar, indudablemente sacrificó cientos de vidas, pero a diferencia de otros hijos de su tiempo,[cita requerida] Carlos Fermín Fitzcarrald a pesar de haber implementando brutalmente la violencia también puede ser recordado como descubridor de lo que ya muchos nativos habían descubierto antes.

## Fitzcarrald en la cultura popular
La vida de Fitzcarrald todavía conserva un aura de leyenda y la desmesura épica de trasladar la Contamana a través del istmo de su nombre sedujo la imaginación del cineasta alemán Werner Herzog, quien filmó a partir de este episodio la película Fitzcarraldo con las actuaciones de Klaus Kinski y Claudia Cardinale.